# Епархия Вилья-де-ла-Консепсьон-дель-Рио-Куарто
Епархия Вилья-де-ла-Консепсьон-дель-Рио-Куарто (лат. Dioecesis Rivi Quarti Immaculatae Conceptionis) — епархия Римско-Католической церкви с центром в городе Рио-Куарто, Аргентина. Епархия Вилья-де-ла-Консепсьон-дель-Рио-Куарто входит в митрополию Кордовы. Кафедральным собором епархии Вилья-де-ла-Консепсьон-дель-Рио-Куарто является церковь Непорочного Зачатия Пресвятой Девы Марии.

## История
20 апреля 1934 года Папа Римский Пий XI выпустил буллу «Nobilis Argentinae nationis», которой учредил епархию Рио-Куарто, выделив её из архиепархии Кордовы. Первым епископом новой епархии был назначен Леопольдо Бутелер. 
12 июля 1995 года епархия получила своё нынешнее название.

## Ординарии епархии
Епископы Рио-Куарто
- епископ Леопольдо Бутелер (13.09.1934 — 22.07.1961);
- епископ Моисес Хулио Бланшу (6.09.1962 — 7.01.1984), назначен архиепископом Сальты;
- епископ Адольфо Роке Эстебан Арана (6.08.1984 — 22.04.1992);
- епископ Рамон Артемио Стаффолани (22.04.1992 — 21.02.2006);

Епископы Вилья-де-ла-Консепсьон-дель-Рио-Куарто
- епископ Рамон Артемио Стаффолани (22.04.1992 — 21.02.2006);
- епископ Эдуардо Элисео Мартин (21.02.2006 — 4.07.2014), назначен архиепископом Росарио;
- епископ Адольфо Армандо Уриона F.D.P. (с 4 ноября 2014 года).